# 杨伍庄站

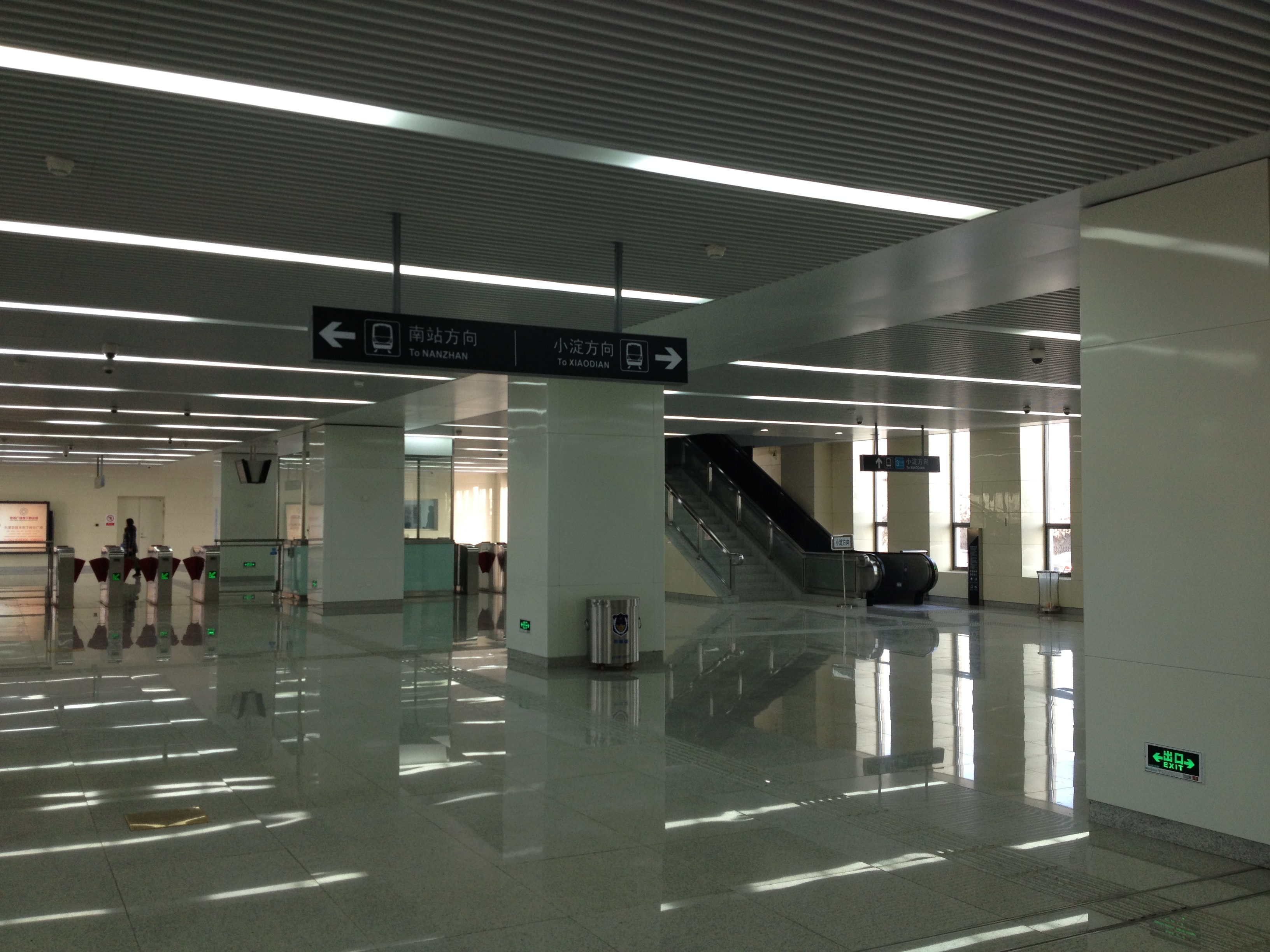
杨伍庄站站厅（2014年1月）

杨伍庄站是一个位于中国天津市西青区张家窝镇赛达大道东北侧，属于天津地铁3号线的地铁车站。

## 車站結構
车站为高架站，设有1个侧式站台。
| 地上二层 站台 | 侧式站台，右側開门 | 侧式站台，右側開门           |
| 地上二层 站台 | 轨道（北）         | █ 3号线往南站（終點站）      |
| 地上二层 站台 | 轨道（南）         | █ 3号线往小淀（学府工业区）  |
| 地上二层 站台 | 侧式站台，右側開门 |                              |
| 地面          | 站厅               | 客服中心、自动售票机、验票机 |
| 地面          | 出入口             | A—D出入口                    |

## 出入口
|          |      |              |  |
| 出口编号 | 照片 | 可到达目的地 |  |
| 出口 · A |      | 停车场       |  |
| 出口 · B |      | 杨伍庄盈水园 |  |
| 出口 · C |      | 杨伍庄路     |  |
| 出口 · D |      | 赛达大道     |  |

## 换乘交通
目前暂无公交线路接驳。